# Cirrhilabrus katoi
Cirrhilabrus katoi Senou & Hirata, 2000 è un pesce d'acqua salata appartenente alla famiglia Labridae.

## Distribuzione
È una specie con un areale non molto ampio, che proviene soltanto dalle barriere coralline del Giappone, nel nord-ovest dell'oceano Pacifico. Nuota tra i 20 e i 40 m di profondità.

## Descrizione
La lunghezza massima registrata è 7,5 cm per i maschi e 4,9 per le femmine. Il corpo è allungato e compresso lateralmente, mentre la testa è abbastanza appuntita e gli occhi sono rossi.
I maschi adulti hanno una livrea sgargiante: il dorso è rosso, il ventre verdastro, e tra questa due zone passa una fascia gialla orizzontale che parte dalla bocca e termina sulla parte inferiore del peduncolo caudale. La pinna anale è più corta della pinna dorsale, ma entrambe sono alte, rosse con una leggera sfumatura giallastra. Sulla pinna dorsale è però presenta un'ampia macchia nera. Le pinne pelviche sono allungate ma non formano dei filamenti, la pinna caudale è gialla e ha il margine arrotondato.

## Comportamento
Questa specie viene spesso osservata in gruppi composti da molte femmine e uno o due maschi adulti, che sono spesso territoriali e mantengono harem; a volte questi gruppi sono misti con altre specie del genere Cirrhilabrus, come C. lunatus, C. cyanopleura, C. temminckii e C. rubrimarginatus. Comunque nuota anche solitario e a volte vengono osservati banchi di sole femmine.

## Conservazione
Viene classificato come "a rischio minimo" (LC) dalla lista rossa IUCN perché a volte viene catturato per essere allevato in acquario ma la sua pesca non sembra essere così frequente da essere una vera minaccia.